# Arrondissement de Largentière
L'arrondissement de Largentière est un arrondissement français situé dans le département de l'Ardèche et la région Auvergne-Rhône-Alpes.

## Composition

Situation après l'arrêté du 22 février 2007 (découpage cantonal antérieur à 2015).

### Composition de 2007 à 2015
Liste des 14 cantons de l'arrondissement de Largentière :
- Antraigues-sur-Volane
- Aubenas
- Burzet
- Coucouron
- Joyeuse
- Largentière
- Montpezat-sous-Bauzon
- Saint-Étienne-de-Lugdarès
- Thueyts
- Valgorge
- Vallon-Pont-d'Arc
- Vals-les-Bains
- Les Vans
- Villeneuve-de-Berg

### Composition depuis 2015
Le redécoupage cantonal de 2014 conduit à la création de cantons situés sur plusieurs arrondissements, ce qui n'était pas possible auparavant. L'arrondissement de Largentière contient depuis lors 4 cantons entiers et 2 partiels :
- Aubenas-1 ;
- Aubenas-2 ;
- Le Teil (13 communes ; les autres sont dans l'arrondissement de Privas) ;
- Thueyts ;
- Vallon-Pont-d'Arc (29 communes ; l'autre est dans l'arrondissement de Privas) ;
- Les Vans.

### Découpage communal depuis 2015
Depuis 2015, le nombre de communes des arrondissements varie chaque année soit du fait du redécoupage cantonal de 2014 qui a conduit à l'ajustement de périmètres de certains arrondissements, soit à la suite de la création de communes nouvelles. Le nombre de communes de l'arrondissement de Largentière est ainsi de 148 en 2015, 148 en 2016, 153 en 2017 et 151 en 2019.
Au 1er janvier 2024, l'arrondissement groupe les 151 communes suivantes :
1. Ailhon
2. Aizac
3. Les Assions
4. Astet
5. Aubenas
6. Balazuc
7. Banne
8. Barnas
9. Le Béage
10. Beaulieu
11. Beaumont
12. Berrias-et-Casteljau
13. Berzème
14. Bessas
15. Borée
16. Borne
17. Burzet
18. Cellier-du-Luc
19. Chambonas
20. Chandolas
21. Chassiers
22. Chauzon
23. Chazeaux
24. Chirols
25. Coucouron
26. Cros-de-Géorand
27. Darbres
28. Dompnac
29. Fabras
30. Faugères
31. Fons
32. Genestelle
33. Gravières
34. Grospierres
35. Issanlas
36. Issarlès
37. Jaujac
38. Joannas
39. Joyeuse
40. Juvinas
41. Labastide-de-Virac
42. Labastide-sur-Bésorgues
43. Labeaume
44. Labégude
45. Lablachère
46. Laboule
47. Le Lac-d'Issarlès
48. Lachamp-Raphaël
49. Lachapelle-Graillouse
50. Lachapelle-sous-Aubenas
51. Lagorce
52. Lalevade-d'Ardèche
53. Lanarce
54. Lanas
55. Largentière
56. Laurac-en-Vivarais
57. Laveyrune
58. Lavillatte
59. Lavilledieu
60. Laviolle
61. Lentillères
62. Lespéron
63. Loubaresse
64. Lussas
65. Malarce-sur-la-Thines
66. Malbosc
67. Mayres
68. Mazan-l'Abbaye
69. Mercuer
70. Meyras
71. Mézilhac
72. Mirabel
73. Montpezat-sous-Bauzon
74. Montréal
75. Montselgues
76. Orgnac-l'Aven
77. Payzac
78. Péreyres
79. Le Plagnal
80. Planzolles
81. Pont-de-Labeaume
82. Prades
83. Pradons
84. Prunet
85. Ribes
86. Rochecolombe
87. Rocher
88. La Rochette
89. Rocles
90. Rosières
91. Le Roux
92. Ruoms
93. Sablières
94. Sagnes-et-Goudoulet
95. Saint-Alban-Auriolles
96. Saint-Alban-en-Montagne
97. Saint-Andéol-de-Berg
98. Saint-Andéol-de-Vals
99. Saint-André-de-Cruzières
100. Saint-André-Lachamp
101. Saint-Cirgues-de-Prades
102. Saint-Cirgues-en-Montagne
103. Saint-Didier-sous-Aubenas
104. Saint-Étienne-de-Boulogne
105. Saint-Étienne-de-Fontbellon
106. Saint-Étienne-de-Lugdarès
107. Sainte-Eulalie
108. Saint-Genest-de-Beauzon
109. Saint-Germain
110. Saint-Gineys-en-Coiron
111. Saint-Jean-le-Centenier
112. Saint-Joseph-des-Bancs
113. Saint-Julien-du-Serre
114. Saint-Laurent-les-Bains-Laval-d'Aurelle
115. Saint-Laurent-sous-Coiron
116. Sainte-Marguerite-Lafigère
117. Saint-Martial
118. Saint-Maurice-d'Ardèche
119. Saint-Maurice-d'Ibie
120. Saint-Mélany
121. Saint-Michel-de-Boulogne
122. Saint-Paul-le-Jeune
123. Saint-Pierre-de-Colombier
124. Saint-Pierre-Saint-Jean
125. Saint-Pons
126. Saint-Privat
127. Saint-Remèze
128. Saint-Sauveur-de-Cruzières
129. Saint-Sernin
130. Salavas
131. Les Salelles
132. Sampzon
133. Sanilhac
134. Sceautres
135. La Souche
136. Tauriers
137. Thueyts
138. Ucel
139. Usclades-et-Rieutord
140. Uzer
141. Vagnas
142. Valgorge
143. Vallées-d'Antraigues-Asperjoc
144. Vallon-Pont-d'Arc
145. Vals-les-Bains
146. Les Vans
147. Vernon
148. Vesseaux
149. Villeneuve-de-Berg
150. Vinezac
151. Vogüé

## Démographie
En 2022, l'arrondissement comptait 104 301 habitants.
| 1968   | 1975   | 1982   | 1990   | 1999   | 2006   | 2011   | 2016    | 2021    |
| ------ | ------ | ------ | ------ | ------ | ------ | ------ | ------- | ------- |
| 77 823 | 77 479 | 79 248 | 81 083 | 84 091 | 92 267 | 96 341 | 101 490 | 103 712 |

| 2022    | - | - | - | - | - | - | - | - |
| ------- | - | - | - | - | - | - | - | - |
| 104 301 | - | - | - | - | - | - | - | - |

## Histoire

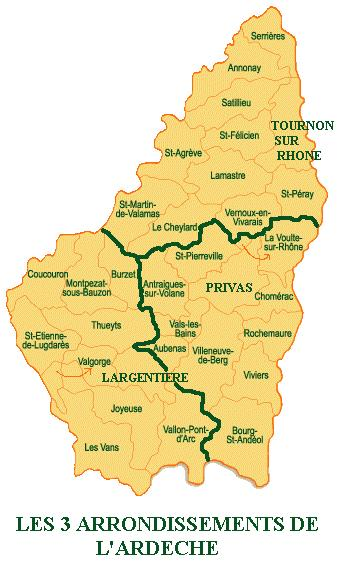
Situation avant l'arrêté du 22 février 2007.

Par arrêté préfectoral du 22 février 2007, les cantons d'Antraigues-sur-Volane, d'Aubenas, de Vals-les-Bains et de Villeneuve-de-Berg ont été détachés de l'arrondissement de Privas pour être rattachés à l'arrondissement de Largentière. Ces cantons sont tous dans la même troisième circonscription de l'Ardèche.

## Liste des sous-préfets
| Période           | Période           | Identité         | Fonction précédente                                                  | Observation                 |
| ----------------- | ----------------- | ---------------- | -------------------------------------------------------------------- | --------------------------- |
| 1800              |                   | Robert           |                                                                      |                             |
| 30 janvier 1839   |                   | Oscar Massy      |                                                                      |                             |
|                   |                   |                  |                                                                      |                             |
| septembre 1924    | 1927              | Alfred Papinot   | sous-préfet d'Embrun                                                 | Nommé sous-préfet de Réthel |
|                   |                   |                  |                                                                      |                             |
| 7 septembre 2006  | 18 juin 2008      | Laurent Carrie   |                                                                      |                             |
| 19 juin 2008      | 2 septembre 2009  | Sylvain Humbert  |                                                                      |                             |
| 3 septembre 2009  | 12 octobre 2011   | Jean Rampon      |                                                                      |                             |
| 13 octobre 2011   | 22 septembre 2013 | Hervé Doutez     |                                                                      |                             |
| 23 septembre 2013 | 16 août 2016      | Monique Letocart |                                                                      |                             |
| 17 août 2016      | 7 mars 2019       | Eléodie Sches    |                                                                      |                             |
| 8 mars 2019       | 20 juin 2023      | Patrick Leverino | sous-préfet de Saint-Girons                                          |                             |
| 21 juin 2023      | En cours          | Patricia Valma   | sous-préfète chargée de mission auprès du préfet des Alpes-Maritimes |                             |
|                   |                   |                  |                                                                      |                             |